# Критерій Лоусона
Крите́рій Ло́усона — умова виникнення термоядерної реакції, що самопідтримується, або умова запалення термоядерної реакції. Вперше сформульований у науковій статті британським фізиком Джоном Девідом Лоусоном у 1957 році.

## Формулювання
Аби термоядерний синтез став джерелом енергії, добуток густини частинок та часу їх утримання на гранично близькій відстані одна від одної повинен перевищувати певну величину.

## Фізичні передумови
Умова існування реакції синтезу полягає в тому, щоб виділена енергія перевищувала енергію, що виноситься з плазми електромагнітним і корпускулярним випромінюванням. При рівності цих величин реакція синтезу протікатиме, але надлишок енергії для корисного використання створений не буде. 
Цю умову можна записати у вигляді: nτ ≥ L(T), де n — густина високотемпературної плазми; τ — середній час утримання плазми в активній зоні реактора; L(T) — коефіцієнт Лоусона. 
Функція температури L(T) залежить від типу використовуваного термоядерного палива: чистого дейтерію чи рівнокопонентної суміші дейтерію з тритієм. 
Критерій Лоусона визначає мінімальну частоту реакцій синтезу на секунду, яка необхідна для стійкої підтримки реакції в матеріальному середовищі. Штучного синтезу можна досягти або завдяки створенню надзвичайно високої густини частинок, що взаємодіють (і як наслідок, підвищення до потрібного рівня ймовірності їх зіткнення), або завдяки тривалішого утримання частинок на гранично малій відстані одна від одної (тим самим, даючи частинкам більше часу для вступання в реакцію). Виходить, що аби термоядерний синтез почав виробляти енергію, повинна бути збережена умова:
Nt > ~ 1020,
де N — концентрація частинок (число частинок на кубометр об'єму), а t — час (в секундах). 
Це і є критерієм Лоусона, що визначає умови для початку керованої реакції термоядерного синтезу. Його зміст полягає в тому, що по досягненні температури запуску реакції необхідний компроміс між концентрацією (або густиною) частинок та часом їх утримання в об'ємі, що забезпечує цю густину. Можна розпалити термоядерний синтез при меншій концентрації частинок завдяки тривалішому утриманню плазми, а можна — при меншому часі утримання плазми завдяки підвищенню густини частинок у ній.